# Carlitos Scazziotta
Carlos Scazziota (24 de julio de 1937 - Flores, Ciudad Autónoma de Buenos Aires, 6 de junio de 2001) fue un actor, animador, humorista y payaso argentino.

## Biografía
Nació en Argentina en 1937 y desde muy pequeño recibió formación circense. Su familia trabajaba en el circo, donde él debutó a los cinco años. Se dio a conocer en los años 1960, en el programa Sábados Circulares, y se desempeñó desde entonces principalmente en la televisión, integrando elenco en varios programas de naturaleza humorística. Cabe resaltar sus intervenciones en La Tuerca, El Circo de Carlitos Balá, Los Campanelli y otros. Trabajó junto a algunos de los cómicos más reconocidos del momento, como José Marrone o Pepe Biondi. También apareció en numerosas películas.
Gran parte de su vida trabajó como payaso, en varios ciclos y frecuentemente en giras con su circo ambulante. Fueron los personajes de este tipo los que mayor reconocimiento le granjearon. El más famoso aparecía acompañado de una perra de trapo a la que llamaba Violeta, y que dio lugar a su clásica exclamación ("Salta, Violeta!") que era acompañada de un tirón a la soga que ataba al muñeco, haciéndolo saltar por el aire.
En 1970 se casó con Diana Catillana, que también pertenecía a una familia circense y con la que tuvo dos hijos.

## Fallecimiento
Desde finales de los años 1980, diversos problemas de salud le hicieron abandonar su actividad. Carlos Scazziota murió el 6 de junio de 2001, víctima de un cuadro de hipoglucemia. Sus restos están enterrados en el Panteón de Actores del Cementerio de Chacarita.

## Televisión
- 1963: Ritmo y juventud. Programa con M. Lander, Danielo, R. Roda, Danny Martin, Chiquita Saldi, H. Warren, Dumont, M. Rivas y H. Eduardo.